# 相合殿事件
相合殿事件（あいおうどのじけん）は、大永4年（1524年）頃に安芸国の国人・毛利氏において発生した粛清事件。大永3年（1523年）に家督を相続した毛利元就に不満を持った渡辺勝や坂広秀をはじめとする毛利氏重臣の一部が元就の異母弟である相合元綱を擁立しようとして、毛利元就による討伐を受けた。

## 経緯

### 鏡山城の戦いと尼子氏服属
大永3年（1523年）4月に安芸国において大内氏に反抗する友田興藤が安芸武田氏に通じて挙兵すると、安芸国における反大内氏勢力の拡大を安芸国や備後国へ勢力を伸ばす好機と見た出雲国の尼子経久は、同年6月上旬に自ら兵を率いて安芸国に出陣。尼子経久は重臣の亀井秀綱を毛利氏の居城である吉田郡山城に派遣し、毛利氏に服属を勧告したため、吉川氏を介して尼子氏との縁戚関係にあった毛利氏は大内方から尼子方に鞍替えした。
その後の尼子軍による大内方の蔵田房信が守る安芸国賀茂郡西条の鏡山城攻めに幼少の毛利氏当主であった毛利幸松丸自らが出陣することとなり、元就も幸松丸を助けて平賀弘保らと共に出陣し、同年6月28日に鏡山城を開城させた。

### 毛利元就の家督相続
鏡山城の戦いで尼子方として功を挙げた毛利幸松丸であったが、合戦直後に発病し、同年7月15日にわずか9歳で死去したため、毛利氏の重臣たちが後継者を誰にするか協議し、2、3人の重臣が元就の異母弟である相合元綱を擁立しようとしたが、毛利氏の執権を務める志道広良を筆頭に福原広俊や桂元澄ら多くの重臣は元就を当主に推挙した。
同年7月19日に重臣の渡辺勝と井上元兼が自ら多治比猿掛城を訪問して元就に家督相続を要請し、志道広良も国司有相と井上有景を使者として元就のもとに派遣して家督相続を要請した。さらに、元就の被官であった中原某、平佐右衛門大夫、宗右衛門、木工助、左衛門尉も元就の家督相続を承諾するように元就を説得したため、元就も家督を相続することに同意した。
元就の家督相続が決まったため、志道広良は出雲の尼子経久のもとに使者を派遣して元就の家督相続の了承を取り付け、7月25日に志道広良や福原広俊ら毛利氏の重臣15名が連署して、元就の家督相続受諾を慶ぶと共に、少しの他意も無く元就を奉じて忠誠を尽くすことを誓約して、元就の吉田郡山城への入城を要請する起請文が作成された。
同年7月27日、志道広良は重臣15名による連署起請文を届けて8月10日に吉田郡山城に入城してほしい旨を元就に伝えるように井上有景に対して命じ、再び使者となった国司有相と井上有景によって多治比猿掛城の元就のもとに連署起請文が届けられ、要請を受けた元就は卜占の結果に従って8月10日に吉田郡山城に入城した。
毛利氏当主となった元就は連歌の席で「毛利の家 わしのはを次ぐ 脇柱」という発句を詠み、「就」の字を含む鷲の羽に武門の家を象徴させ、次男の身で惣領家を継いだ決意を示した。

### 相合殿事件
毛利氏重臣の協議により元就が家督を相続してから、元就の家督相続に不満を持ったためか、毛利氏重臣の渡辺氏が尼子氏重臣の亀井秀綱を色々と頼みにするようになるなど不穏な動きを見せ始め、渡辺氏、坂氏、桂氏ら有力家臣の一部が関与して元就の異母弟である相合元綱を擁立しようとした。
家督を相続したばかりの元就はこのような反元就の動きを放置するわけにいかず、大永4年（1524年）4月8日に元就は弟の元綱を討ち果たし、渡辺勝、坂広秀、桂広澄らをはじめとする渡辺氏、坂氏、桂氏への粛清を行うという果断な処置を断行した。
元就はこの事件を弟の元綱による謀反ではなく、尼子氏による不当な介入の結果と捉え、粛清対象を直接の関係者に限定してその子弟にまでは累を及ぼさない方針を採った。事件関係者の子弟の処遇についての例は下記の通り。
- 敷名元範 - 相合元綱の嫡男。事件当時はまだ幼く、元就に助命された[19]。成長してからは「敷名元範」と名乗って他の毛利氏の親類衆と同様の地位に付けられた[19]。
- 渡辺通 - 渡辺勝の子。乳母に連れられて備後国の山内直通のもとに逃れ、後に毛利氏に帰参する[21]。
- 坂保良（坂元祐） - 坂広秀の子とされる。坂広明の娘が嫁いでいた縁を頼ってか平賀弘保のもとに逃れ、後に毛利氏に帰参する[21]。
- 桂元澄 - 桂広澄の嫡男。元就の意向で助けられて桂氏の家督を相続する[17][18]。
- 桂保和 - 桂広澄の四男。坂広明の娘が嫁いでいた縁を頼ってか平賀弘保のもとに逃れ、後に平賀氏と毛利氏に両属する[21]。

このように事件関係者の子弟に対して寛大な処置を取っている点からも相合殿事件は元就としても不本意な粛清で、事態を未然に防ぐことが出来ずに弟や家臣達を死に追いやってしまったことに悔恨を抱いていたのではないかと推測されており、少なくとも自らの半生を長文の書状で語ってやまない元就が決して触れようとしない事件となった。
そのためか、毛利氏家中で公然周知の出来事であったはずのこの事件については同時代史料がほとんど存在せず、享禄年間末から天文年間初め頃に元就奉行人の桂元忠と児玉就忠が尼子氏家臣とみられる「漆谷殿」に宛てて毛利氏側における大永年間の尼子氏との出来事に対する認識を記した返書においても、元就が家督を相続した後に渡辺氏が尼子氏重臣の亀井秀綱と結んで色々と頼んでいたため放置することは出来ず、その他にも尼子氏や亀井秀綱から毛利氏に対する扱いに受け入れ難い事が多くあったため、毛利氏は尼子方から大内方に転じたことは記されているが、相合殿事件については直接は記されていない。
相合殿事件について触れた数少ない史料としては、事件から約80年が経過した慶長10年（1605年）の五郎太石事件に際して元就の孫である毛利輝元が福原広俊に宛てた書状があり、「日頼様（元就）は御兄弟の相合殿（元綱）でさえ科があれば討ち果たした（日頼さまハ御兄弟相合殿をさへ、科候へハ御はたし候）」と記されている。

### 事件後
相合殿事件をはじめとして、尼子氏から毛利氏に対する扱いに受け入れ難いことが多くあったことで、尼子氏との関係は悪化していった。そこに目を付けた大内氏重臣の陶興房は志道広良と連絡を取り、毛利氏家臣の井上元貞と粟屋元秀に対して毛利氏が大内氏に帰属するように元就を説得することを依頼したため、大永5年（1525年）3月には毛利氏は尼子方から大内方へと転じた。
大内義興は毛利氏の大内氏帰属を喜び、陶興房の推薦によって元就に安芸国の安北郡可部700貫、安芸郡温科300貫、佐伯郡深川上下300貫、久村70貫を恩賞として与えている。